# بخش کردیان
بخش کُردیان یکی از بخش‌های شهرستان جهرم در استان فارس ایران است. مرکز این بخش شهر قطب‌آباد است. این بخش دارای یک شهر، دو دهستان به نام‌های قطب‌آباد و علویه، ۸ روستا به نام‌های موسویه (دهزیر)، علویه (باباعرب)، گلدامچه، یوسف‌آباد، دنیان، چنارسوخته، چدرویه و هرموج و همچنین ۴۵ آبادی است. مساحت این بخش ۱۱۲۵ کیلومتر مربع است.
روستای موسویه پرجمعیت‌ترین روستای این بخش و شهرستان جهرم است.

## تقسیمات کشوری
- بخش کردیان
  - دهستان علویه
  - دهستان قطب‌آباد

شهر: قطب‌آباد

## جمعیت
بنابر سرشماری مرکز آمار ایران، جمعیت بخش کردیان شهرستان جهرم در سال ۱۳۹۵ برابر با ۱۴٬۸۵۱ نفر بوده است.